# Rybno (rejon tyśmienicki)
Rybno (ukr. Рибне, Rybne), Rybne – wieś na Ukrainie, w obwodzie iwanofrankiwskim, w rejonie tyśmienickim.
Pod koniec XIX wieku wieś leżała w Galicji, w powiecie stanisławowskim.